# Université normale de Chine du Sud
L'université normale de Chine du Sud (chinois : 華南師范大學 ; pinyin : Huánán shīfàn dàxué ; abrégé en SCNU de l'anglais South China Normal University) est une université située à Canton, capitale de la province du Guangdong, en République populaire de Chine. L'université réunit des activités de recherche et d'enseignement, dans différents domaines de savoirs et de compétences tels que la philosophie, l'économie, le droit, l'éducation, la littérature, l'histoire, les sciences, les technologies et le management.